# Quatuor Tchalik
Das Quatuor Tchalik ist ein von den Geschwistern Louise, Sarah, Gabriel und Marc Tchalik im Jahr 2013 gegründetes französisches Streichquartett.

## Künstlerisches Wirken
Die Geschwister Tchalik musizieren seit ihrer frühen Kindheit gemeinsam. Nach seiner Gründung im Jahr 2013 trat das Streichquartett in zahlreichen Konzerthallen und bei Musikfestivals unter anderem in Frankreich, Spanien, Russland, Norwegen, Italien, Tschechien und Österreich auf. Gelegentlich ergänzt bei Konzerten ein weiterer Bruder, der Pianist Dania Tchalik, das Streichquartett.

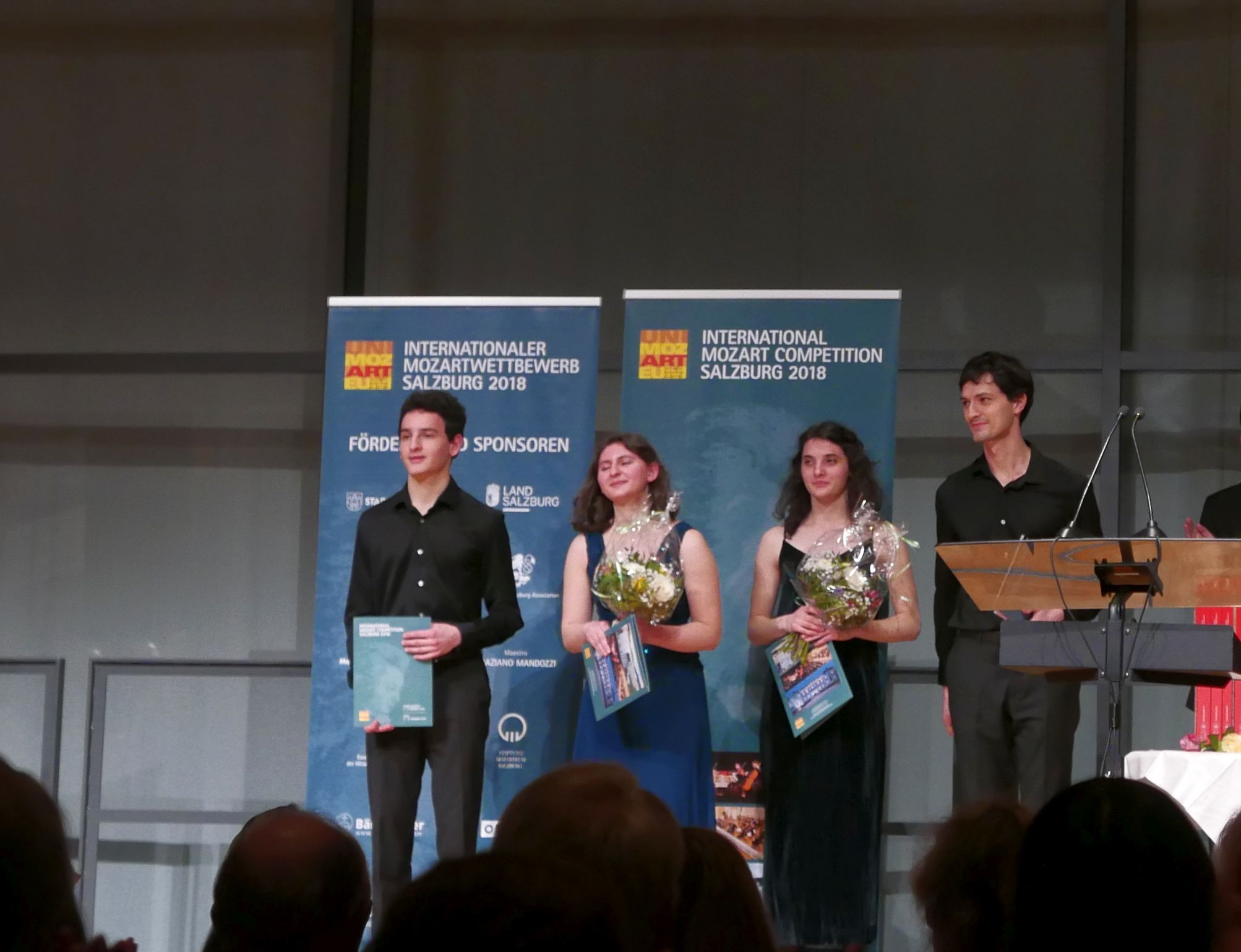
Preisverleihung beim Internationalen Mozartwettbewerb 2018 an das Quatour Tchalik

Das Quartett studierte an verschiedenen Musikakademien, unter anderem an der McGill International String Quartet Academy in Montreal, der European Chamber Music Academy, der Accademia Musicale Chigiana, der Académie Musicale de Villecroze und dem Centre européen de musique de chambre Paris. Seit 2016 wird das Tchalik-Quartett in der Meisterklasse von Günter Pichler, dem Gründer des Alban Berg Quartetts an der Escuela Superior de Música Reina Sofia in Madrid unterrichtet. Das Quartett erhielt wertvolle Unterstützung von Musikern wie Yovan Markovich, Vladimir Bukač, Johannes Meissl, Jan Talich und Macha Yanouchevsky. Im Jahr 2014 erhielt das Quartett ein Stipendium für die Teilnahme an der französisch-tschechischen Akademie in Telč und an der Internationalen Sommerakademie (ISA) in Wien.
Im Jahr 2016 gewann das Streichquartett den Kammermusik-Wettbewerb der Internationalen Sommerakademie der Universität für Musik und darstellende Kunst In Wien. Im folgenden Jahr wurden sie mit dem Preis der Fonadazione Monte dei Paschi di Siena ausgezeichnet.
Im Februar 2018 gewann das Quatour Tchalik den Ersten Preis beim 13. Internationalen Mozartwettbewerb in Salzburg. Für die beste Interpretation eines Streichquartetts von Wolfgang Amadeus Mozart wurde das Quartett darüber hinaus mit dem Sonderpreis der Stiftung Mozarteum Salzburg geehrt.
Die Geschwister Tchalik arbeiten mit dem französischen Geigenbauer Philippe Mitéran aus Bourg-la-Reine und dem Bogenbauer Konstantin Cheptitski zusammen. Seit 2016 wird das Streichquartett finanziell von der Safran Foundation unterstützt.

## Mitglieder
- Erste Violine: Gabriel Tchalik
- Zweite Violine: Louise Tchalik
- Viola: Sarah Tchalik
- Violoncello: Marc Tchalik

temporär als Ergänzung zum Quintett:
- Klavier: Dania Tchalik